# HEART (伊藤由奈のアルバム)
『HEART』（ハート）は、日本の歌手・伊藤由奈の1枚目のオリジナルアルバム。2007年1月24日発売。発売元はソニー・ミュージックレコーズ。

## 解説
- 自身も出演した映画『NANA－ナナ－』の役名、REIRA starring YUNA ITO名義でのデビュー・シングル「ENDLESS STORY」から約1年4か月を経て発売された最初のアルバム。
- 「ENDLESS STORY」や6枚目のシングル「Truth」を中心に、それまで発売されたシングルを中心に構成されているが、両A面シングルとなった2枚目の「Faith/Pureyes」収録の「Pureyes」（正規のA面である「Faith」は収録）、4枚目の「stuck on you」は収録されなかった。
- テーマは「等身大の伊藤由奈」[1]。
- 初回生産限定盤のみ、収録シングル全曲と「stuck on you」のビデオクリップが完全収録されたDVD付き、三方背BOXのスペシャルパッケージ仕様となっており、32Pスペシャルブックレット封入。DVDに収録されている「Truth」は伊藤由奈メインのオリジナルバージョン、「ENDLESS STORY」と「Precious」は未発表映像を含めたニューバージョン。通常盤とはジャケットが異なる。
- オリコンアルバムウィークリーチャートで伊藤としては初めて、初登場1位を記録した。
- CMには水川あさみが出演している。
- 2007年11月1日から12月20日までの間、Sony Winter Sleeve Campaignの一環で通常盤が模様入り透明HEARTfulスリーブケース仕様になって期間限定で再発売された。

## 収録曲

### CD
1. WORKAHOLIC
（作詞：H.U.B.／作曲・編曲：蔦谷好位置／ストリングスアレンジ：門脇大輔）
歌詞内容は彼女の実体験。
2. ENDLESS STORY
（作詞：Dawn Ann Thomas／日本語詞：ats-／作曲：Dawn Ann Thomas／編曲：HΛL）
実質的なデビュー・シングル。バラード3部作シングルの第1弾。
3. losin'
（作詞：H.U.B.／作曲：SiZK、ViVi／編曲：SiZK）
7万枚限定盤第2弾となった5thシングル。UKガラージ、2ステップ・ナンバー。本人曰く、4枚目のシングルである「stuck on you」とは正反対に値するとのこと。
4. Know-how
（作詞：野口圭／作曲：mugen／編曲：URU／Horn Arranged：前田大輔）
5. Precious
（作詞：野口圭／作曲：田中隼人／編曲：Maestro-T／ストリングスアレンジ：弦一徹）
3rdシングル。バラード3部作シングルの第3弾。2006年の伊藤最大のヒット曲である。2006年末から2007年初頭までに出たテレビ番組で頻繁に披露されていた。
6. Tender is the Night
（作詞：野口圭／作曲：平田祥一郎／編曲：Maestro-T）
7. Fragile
（作詞：H.U.B.／作曲：百田留衣／編曲：蔦谷好位置、百田留衣）
8. Nobody Knows
（作詞：H.U.B.／作曲・編曲：田中隼人）
9. Faith
（作詞：Kenn Kato／作曲：BOUNCEBACK／編曲：今井了介）
本人名義では1作目となる2ndシングル。バラード3部作シングルの第2弾。本人曰く「この曲は恋愛だけじゃない、もっと大きな意味でのラブソングだと思っていて」[2]
10. Stay for Love
（作詞：小林夏海／作曲：FLAT5th 岡本弥紀／編曲：SiZK）
5thシングルのカップリング曲。このアルバムに唯一収録されたシングルのカップリング曲。
11. Truth
（作詞：田久保真見、山本成美／作曲：後藤康二／編曲：HΛL／ストリングスアレンジ：Noriko Nakagawa）
「ENDLESS STORY」同様、REIRA～名義で発売された6thシングル。前作からちょうど3か月後にリリースされ、3rdシングル「Precious」から約7か月振りとなるバラードである。歌詞は女性の友情を歌った内容になっている[3]。REIRA starring YUNA ITO名義でのシングルはこれが最後となる曲である。作曲は元ZYYGの後藤康二が担当しているが、ビーイングプロデュースではない。実質的なアルバムの先行シングル。プロモーションビデオの撮影はイギリスのスコットランドで行われた。
12. Perfume
（作詞：H.U.B.／作曲：伊藤直樹／編曲：Maestro-T）
作曲を手がけた伊藤直樹がサポートメンバーとして参加するユニットのAquatic Lover'sが後に1枚目のミニアルバム『心のサプリ』でセルフカバーしている。
13. Precious -wedding extended ver.-
（作詞：野口圭／作曲：田中隼人／編曲：中野雄太）
ボーナス・トラック。「Precious」の着うた100万ダウンロード突破を記念して、このバージョンが配信限定で発表されていた。ウエディング業界のカンパニー「リビエラ」とのコラボレーション。こちらは初CD化。

### DVD
1. Truth（Original Version）
2. stuck on you
3. Faith
4. losin'
5. Precious（Special Version）
6. ENDLESS STORY（The Memories）

## 演奏
- 伊藤由奈
  - Vocal
  - Background Vocals (#2.3.5.9.10.11.13)
- 蔦谷好位置：Programming & All Other Instruments (#1.7)
- 石成正人：Guitar (#1.5.9)
- 弦一徹ストリングス：Strings (#1.5)
- 門脇大輔：Strings Arrangement (#1)
- 大日向治子 (オオヒナタハルコ)：Background Vocals (#1.5.6.7.8.12.13)
- 梅崎俊春：All Programming & Synthesizer (#2.12)
- 清水武仁：All Programming & Guitar (#2.11)
- 丸山真由子、沖野将史：Additional Programming (#2)
- 菅谷豊：Bass (#2)
- 今村浩二：Drums (#2.11)
- 岡村未央
  - Violin (#2)
  - Strings (#9)
- SiZK：Programming & All Other Instruments (#3.10)
- Takashi "KAJI" Kajiwara：Drums (#4)
- 中尾ヨシキ：Guitar (#4)
- 鈴木恵子：Rhodes (#4)
- 前田大輔：Trombone & Horn Arrangement (#4)
- 吉村昭彦：Flute (#4)
- MOG (COCORO*CO)：Background Vocals (#4)
- URU：Programming & All Other Instruments (#4)
- Maestro-T：Programming & All Other Instruments (#5.6.12)
- 種子田健：Bass (#5.7)
- 弦一徹：Strings Arrangement (#5)
- Calyn：Background Vocals (#5.6.12.13)
- 田中義人：Guitar (#6.7.12)
- 山本拓夫：Soprano Sax (#6)
- 百田留衣：Programming & All Other Instruments (#7)
- 田中隼人：Programming & All Other Instruments (#8)
- Yukari a.k.a. AGUEHA：Background Vocals (#9)
- Noriko Nakagawa：Strings Arrangement (#11)
- 北風舞、粕谷吏 (BLOODY HONEY)：Violin, Viola (#11)
- 河合夕子：Chorus Arrangement (#11)
- 中野雄太：Other Instruments, Chorus Part Edit, Additional Recording (#13)

## タイアップ
- 東宝配給映画「NANA -ナナ-」劇中歌（M-2）
- AXN系ドラマ「LOST season 2」イメージソング（M-3）
- dwango「イロメロミックスDX」CMソング（M-3）
- 東宝配給映画「LIMIT OF LOVE 海猿」主題歌（M-5）
- フジテレビ・関西テレビ系ドラマ「アンフェア」主題歌（M-9）
- フジテレビ・関西テレビ系ドラマ「アンフェア the special『コード・ブレーキング～暗号解読』」主題歌（M-9）
- 東宝配給映画「NANA 2」劇中歌（M-11）